# 马麟 (乒乓球运动员)
马麟（1989年12月25日—），黑龙江牡丹江人，中国、澳大利亚男子乒乓球运动员。他曾代表中国、澳大利亚参加2008年、2012年、2016年和2020年夏季残疾人奥林匹克运动会乒乓球比赛，获得四枚金牌和三枚银牌。